# Weldon Rogers
Weldon Rogers (* 30. Oktober 1927 bei Marietta, Oklahoma; † 13. September 2004 in Perryton, Texas) war ein US-amerikanischer Rockabilly- und Country-Musiker sowie Produzent. Rogers veröffentlichte Roy Orbisons erste Platte auf seinem JeWel-Label.

## Leben

### Kindheit und Jugend
Weldon Rogers wurde nahe der Stadt Marietta im Love County geboren. Seine Familie zog nach Lamesa, Texas, als er acht Jahre alt war. Rogers wuchs in Nachbarschaft des späteren Country-Musikers Johnny Bond auf und sang bereits in dem kleinen Kirchenchor der Gemeinde. Als junger Mann wurde er zur Armee eingezogen und war bis 1947 in Italien stationiert. Während seines Militärdienstes begann er zu singen und lernte Gitarre zu spielen, was aber mehr aus dem Versuch heraus geschah, die Langeweile zu bekämpfen.

### Karriere
Nach seiner Entlassung aus der Armee zog Rogers nach Kalifornien, wo er bei der Douglas Aircraft Company in Santa Monica arbeitete. Zudem trat er an Wochenenden in Bars und Clubs auf, um sich Geld dazu zu verdienen. Von Zeit zu Zeit reiste Rogers nach Texas, wo er 1954 schließlich eine Anstellung als Disc Jockey bei dem Radiosender KSML in Seminole fand. Roger gründete seine eigene Band und es dauerte nicht lange, da machte Rogers nach einer seiner Shows mit der Band Bekanntschaft mit Winifred „Wink“ Lewis, dem Besitzer der Queen Records. Im Juli 1955 reiste Rogers dann nach San Antonio, wo er in Bob Tanners TNT Studio seine erste Platte einspielte. Bei dieser Session wurde er von Shorty Underwood und dessen Brushcutters begleitet, die ebenfalls einige Stücke aufnahmen. Außerdem hatte Rogers jüngerer Bruder Willie ihn auf der Reise nach San Antonio begleitet und ist zusammen mit Rogers auf dem Stück I’m Building A ??? (On The Moon) zu hören.
Nach dem Weggang Wink Lewis’ aus der Region eröffnete Rogers sein eigenes Plattenlabel JeWel Records. Der Name war aus den Anfangsbuchstaben der Tochter von Rogers Geschäftspartner sowie seinen eigenen Anfangsbuchstaben entstanden. Im April 1956 veröffentlichte Rogers eine Single eines jungen Sängers namens Roy Orbison, der mit seiner Band, den Teen Kings, kurz zuvor bei Rogers’ Label unterzeichnet hatten. Der Vertrag wurde jedoch kurz danach als ungültig erklärt, da Orbison noch nicht volljährig war und seine Eltern nicht unterschrieben hatten. Daher musste die Platte wieder aus den Läden genommen werden. Sam Phillips, Besitzer der Sun Records in Memphis, Tennessee, nutze dafür die Gelegenheit und nahm Orbison stattdessen unter Vertrag und konnte mit Ooby Dooby Orbisons ersten Hit produzieren. Ironischerweise spielte Rogers ein Jahr später bei Imperial Records selbst mit den Teen Kings zusammen, da diese sich von Orbison getrennt hatten. Rogers erinnerte sich an seine Zeit bei Imperial wie folgt: „I was signed to a contract. I went down to Wink, Texas, and got Roy Orbison’s band, the one he had used on 'Ooby Dooby'. […] When I left [Texas] I had three songs written and on the way to the session with Roy’s band in the car with me I said 'Well, if I don’t get four songs to record to take back to Lew Chudd, it’s gonna be so long, good luck, goodbye!' “ James Morrow, der Mandolinist der Band, erwiderte, dass So Long, Good Luck, Goodbye ein guter Songtitel sein und nach Rogers’ eigener Aussage fuhr er den Rest des Weges mit einer Hand, da er mit der anderen den Song schrieb.
Zusammen mit seiner Frau Wanda nahm Rogers über die nächsten Jahre weitere Platten auf, bis sich das Ehepaar 1968 scheiden ließ. Einer ihrer Songs war Everybody Wants You, dass eigentlich nur ein Cover von Everybody’s Tryin‘ To Be My Baby war. In den frühen 1970er-Jahren stand Rogers bei K-Ark unter Vertrag und heiratete 1972 erneut. 1981 gab Rogers seine Karriere als Musiker auf; 1989, nachdem er verschiedene Radiosender in Stamford, Texas, und Grants, New Mexico, geleitet hatte, ging Rogers in Pension. 1998 veröffentlichte Bear Family Records eine CD von Rogers Titeln mit dem Titel Tryin‘ To Get To You.

## Diskografie

### Singles
| Jahr                    | Titel                                                                                           | Plattenfirma         |
| ----------------------- | ----------------------------------------------------------------------------------------------- | -------------------- |
| 1955                    | I’m Building A ??? (On The Moon) / Please Return My Broken Heart                                | Queen Records        |
| 1957                    | So Long, Good Luck and Goodbye / Trying To Get To You 1                                         | Imperial Records     |
| 195?                    | Dim Lights, Thick Smoke / For Always; Yes Forever (mit Willie Rogers als „The Rogers Brothers“) | Je-Wel Records       |
| 1959                    | Everybody Wants You / A Song Just For You (mit Wanda Wolfe)                                     | Je-Wel Records       |
| 1960                    | Heaven’s Back Door / Cimarron (mit Wanda Wolfe)                                                 | Je-Wel Records       |
| 1960                    | Lying Lips and Cheating Heart / If I Had One Day To Life (mit Wanda Wolfe)                      | Je-Wel Records       |
| 1960                    | Lying Lips and Cheating Heart / If I Had One Day To Life (mit Wanda Wolfe)                      | MGM Records          |
| 1965                    | Two Empty Glasses / Don’t Steal My Style                                                        | Chart Records        |
|                         | Mr. Bullfrog / Wanna Buy a Cheap Guitar                                                         | K-Ark 1024           |
| Unveröffentlichte Titel |                                                                                                 |                      |
|                         | - The Sale of Broken Hearts - Trying To Get To You                                              | nicht veröffentlicht |

1 Trying To Get To You (Imperial X5451) war in Wirklichkeit nur eine Wiederveröffentlichung der Roy-Orbison-Version.

### Alben
- 1998: Tryin’ To Get To You (Bear Family)